# Mittlerer Erzgebirgskreis
Mittlerer Erzgebirgskreis – były powiat w rejencji Chemnitz, w niemieckim kraju związkowym Saksonia.
Wraz z powiatami Annaberg, Aue-Schwarzenberg i Stollberg utworzył 1 sierpnia 2008 Erzgebirgskreis.
Stolicą Mittlerer Erzgebirgskreis było Marienberg.

## Miasta i gminy
| Miasta 1. Lengefeld 2. Marienberg 3. Olbernhau 4. Wolkenstein 5. Zöblitz 6. Zschopau Wspólnoty administracyjne i związki gmin 1. Związek gmin Grüner Grund; gmina Drebach (siedziba) i Venusberg 2. Wspólnota administracyjna Marienberg; gmina Marienberg i Pobershau 3. Wspólnota administracyjna Seiffen/Erzgeb.; gminy Deutschneudorf, Heidersdorf i Seiffen/Erzegb. 4. Związek gmin Wildenstein; gminy Börnichen, Grünhainichen (siedziba) i Waldkirchen 5. Wspólnota administracyjna Zschopau; gmina Gornau/Erzgeb. i Zschopau | Gminy 1. Amtsberg 2. Börnichen/Erzgeb. 3. Borstendorf 4. Deutschneudorf 5. Drebach 6. Gornau/Erzgeb. 7. Großolbersdorf 8. Großrückerswalde 9. Grünhainichen 10. Heidersdorf 11. Pfaffroda 12. Pobershau 13. Pockau 14. Seiffen/Erzgeb. 15. Venusberg 16. Waldkirchen |